# Musashino Forest Sports Plaza
Musashino Forest Sports Plaza (jap. 武蔵野の森総合スポーツプラザ Musashino no Mori Sōgō Supōtsu Puraza) – wielofunkcyjny obiekt widowiskowo-sportowy w Chōfu (aglomeracja Tokio), w Japonii. Został otwarty 25 listopada 2017 roku. Składa się z dwóch połączonych ze sobą budynków, w głównym mieści się hala sportowa o powierzchni ok. 4900 m², w drugim budynku znajduje się mniejsza hala sportowa oraz 50-metrowy basen.

Musashino Forest Sport Plaza

Arena została otwarta 25 listopada 2017 roku, po trzech i pół roku budowy, jako pierwszy z nowych obiektów powstałych z myślą o organizacji Letnich Igrzysk Olimpijskich 2020. Obiekt powstał tuż obok Ajinomoto Stadium. 
Na Musashino Forest Sports Plaza składają się dwa połączone ze sobą budynki. W głównym budynku mieści się hala sportowa o powierzchni ok. 4900 m² (można w niej zmieścić cztery boiska do koszykówki) z trybunami stałymi o pojemności 7200 widzów (z możliwością powiększenia do 10 000 widzów po dostawieniu tymczasowych siedzisk). 
W drugim budynku znajduje się mniejsza hala sportowa (można w niej zmieścić dwa boiska do koszykówki), a także 50-metrowy basen. W obiekcie znajdują się także mniejsze pomieszczenia, takie jak szatnie, siłownia, sala konferencyjna czy bufet. Arena przystosowana jest do goszczenia wielu imprez sportowych i pozasportowych. Odbyły się w niej m.in. Mistrzostwa Japonii w Łyżwiarstwie Figurowym 2018 (w grudniu 2017) czy turniej tenisowy Japan Open (październik 2018; w zastępstwie remontowanego Ariake Coliseum). Obiekt był również areną zmagań badmintonowych i jedną z aren zawodów pięcioboju nowoczesnego na Letnich Igrzyskach Olimpijskich 2020. Rozegrano na nim także część spotkań koszykówki na wózkach podczas Letnich Igrzyskach Paraolimpijskich 2020.